# Verfassunggebende Landesversammlung Württemberg-Baden
Die Verfassunggebende Landesversammlung für Württemberg-Baden wurde am 30. Juni 1946 gewählt. Ihre wesentliche Aufgabe war es, dem in der Amerikanischen Besatzungszone eingerichteten Land Württemberg-Baden eine neue Verfassung zu geben.

## Geschichte
- KPD: 10
- SPD: 32
- CDU: 41
- DVP: 17

Nach dem Zweiten Weltkrieg wurden die Länder Baden und Württemberg zwischen der amerikanischen Besatzungszone im Norden und der französischen im Süden aufgeteilt. Innerhalb der französischen Zone wurden die Länder Württemberg-Hohenzollern und Baden gegründet, in der amerikanischen Zone das Land Württemberg-Baden.
Im entstehenden Land Württemberg-Baden wurden erste parlamentarische Aufgaben zunächst von einer Landrätekonferenz und ab Januar 1946 von der Vorläufigen Volksvertretung für Württemberg-Baden wahrgenommen. Am 11. Februar 1946 ordnete die amerikanische Militärverwaltung an, dass die Vorläufige Volksvertretung eine vorbereitende Verfassungskommission einsetzen sollte, deren Aufgabe es war, eine Verfassung vorzubereiten und einen Gesetzentwurf über die Wahl einer Verfassunggebenden Landesversammlung zu erstellen. In dieser Kommission waren die Mitglieder des Ständigen Ausschusses der Vorläufigen Volksvertretung vertreten, die durch Staatsrechtler wie Carlo Schmid ergänzt wurden. Unter Federführung Carlo Schmids erarbeitete die Kommission einen Verfassungsentwurf. Ein vom Innenministerium unter Fritz Ulrich ausgearbeiteter Gesetzentwurf über die Wahl einer Verfassunggebenden Landesversammlung wurde von der Kommission beraten, von der Militärregierung genehmigt und am 21. März 1946 verkündet.
Die Wahl zur Verfassunggebenden Landesversammlung fand am 30. Juni 1946 statt. Wahlberechtigt waren 1.790.403 Bürger des Landes Württemberg-Baden. Die Wahlbeteiligung lag bei 67,5 Prozent.
Die erste Sitzung der Versammlung fand am 15. Juli 1946 im Furtbachhaus in Stuttgart statt und wurde von Wilhelm Keil als Alterspräsident geleitet. Zum Präsidenten wurde Wilhelm Simpfendörfer gewählt. Direktor bei der Beratenden Landesversammlung war Willy Körner.
Die Versammlung setzte einen Verfassungsausschuss ein, der unter Leitung von Wilhelm Keil und mit Beratung durch Carlo Schmid den von der vorbereitenden Verfassungskommission erarbeiteten Entwurf weiterentwickelte. Am 24. Oktober 1946 nahm die Verfassunggebende Landesversammlung den Verfassungsentwurf an. Die Volksabstimmung über die Verfassung fand zeitgleich mit der Wahl zum ersten Landtag von Württemberg-Baden am 24. November 1946 statt. Insgesamt stimmten 921.628 Bürger mit Ja und 140.657 mit Nein.
Die Verfassung trat mit dem Tage ihrer Verkündung, dem 28. November 1946, in Kraft. Somit war es die erste Verfassung eines deutschen Landes nach dem Zweiten Weltkrieg, vor der Hessischen Verfassung.

## Mitglieder

### A
- Josef Amann, SPD
- Josef Andre, CDU
- Hans Anschütz, CDU

### B
- Eugen Barthelmess, SPD
- Paul Bausch, CDU
- Adolf Bauser, CDU
- Henry Bernhard, DVP
- Franz Bläsi, CDU
- Johann Peter Brandenburg, DVP
- Gotthold Brendle, CDU
- Josef Brönner, CDU
- Wilhelm Brück, CDU
- Albert Buchmann, KPD

### C
- Fritz Cahn-Garnier, SPD

### D
- Max Denker, SPD
- Karl Dippon, CDU
- Jakob Dörr, CDU

### E
- Joseph Ersing, CDU

### F
- Georg Fischer, SPD
- Maria Friedemann, CDU
- Gertrud Frühschütz, KPD

### G
- Carl Hermann Gaiser, DVP
- Rudolf Gehring, SPD
- Hermann Greiner, SPD

### H
- Anna Haag, SPD
- Wilhelm Haag, CDU
- Christian Härle, SPD
- Josef Harter, CDU
- Wolfgang Haußmann, DVP
- Theodor Hepp, CDU
- Friedrich Herrmann, DVP
- Karl Hettich, SPD
- Fridolin Heurich, CDU
- Theodor Heuss, DVP
- Otto Hoog, CDU
- Ernst Hornung, SPD
- Walther Hoß, SPD
- Anton Huber, CDU
- Franz Hund, SPD

### K
- Gottlob Kamm, SPD
- Rosa Kamm, SPD
- Gustav Kauffmann, CDU
- Theophil Kaufmann, CDU
- Erich Kaufmann-Bühler, CDU
- Wilhelm Keil, Präsident, SPD
- Hermann Kessler, DVP
- Robert Klausmann, KPD
- Hermann Kling, CDU
- Hermann Knorr, SPD
- Heinrich Köhler, CDU
- Rudolf Kohl, KPD
- Karl Konz, SPD
- Gottlob Kopp, DVP
- Adolf Kühn, CDU
- August Kuhn, CDU

### L
- Anette Langendorf, KPD
- Robert Leibbrand, KPD

### M
- Reinhold Maier, DVP
- Robert Margulies, DVP
- Emil Martin, SPD
- Emil Möhrlin, CDU
- Alex Möller, SPD
- Bernhard Müller, CDU

### N
- Erich Nies, SPD
- Hermann Nuding, KPD

### O
- Eugen Orgeldinger, DVP
- Alfred Oswalt, DVP

### P
- Albert Pflüger, SPD
- Rudolf Pöhler, SPD
- Willy Pracht, CDU

### R
- Maria Raiser, CDU
- Wilhelm Rath, DVP
- Franz-Xaver Rödlach, CDU
- Hans Rueß, KPD
- Jakob Ruppert, CDU

### S
- Carl Schaefer, DVP
- Peter Schilpp, CDU
- Alois Schipfer, CDU
- Erhard Schneckenburger, SPD
- Hermann Schneider, DVP
- Paul Schreck, KPD
- Wilhelm Schwarz, CDU
- Wilhelm Simpfendörfer, CDU
- Richard Stark, KPD
- Otto Steinmayer, SPD
- David Stetter, SPD
- Heinrich Stooß, CDU
- Friedrich Streckfuß, CDU

### T
- Friedrich Töpper, SPD

### U
- Fritz Ulrich, SPD

### V
- Hermann Veit, SPD
- Wilhelm Vogelmann, DVP
- Karl Vogt, CDU

### W
- Oskar Wacker, CDU
- Anna Walch, CDU
- Felix Walter, CDU
- Johannes Weißer, SPD
- Franz Wiedemeier, CDU
- Hermann Wild, DVP

### Z
- Gustav Zimmermann, SPD